# Gmina Godkowo
Die Gmina Godkowo ist eine Landgemeinde im Powiat Elbląski der Woiwodschaft Ermland-Masuren in Polen. Ihr Sitz ist das gleichnamige Dorf (deutsch Göttchendorf) mit etwa 260 Einwohnern.

## Geographie

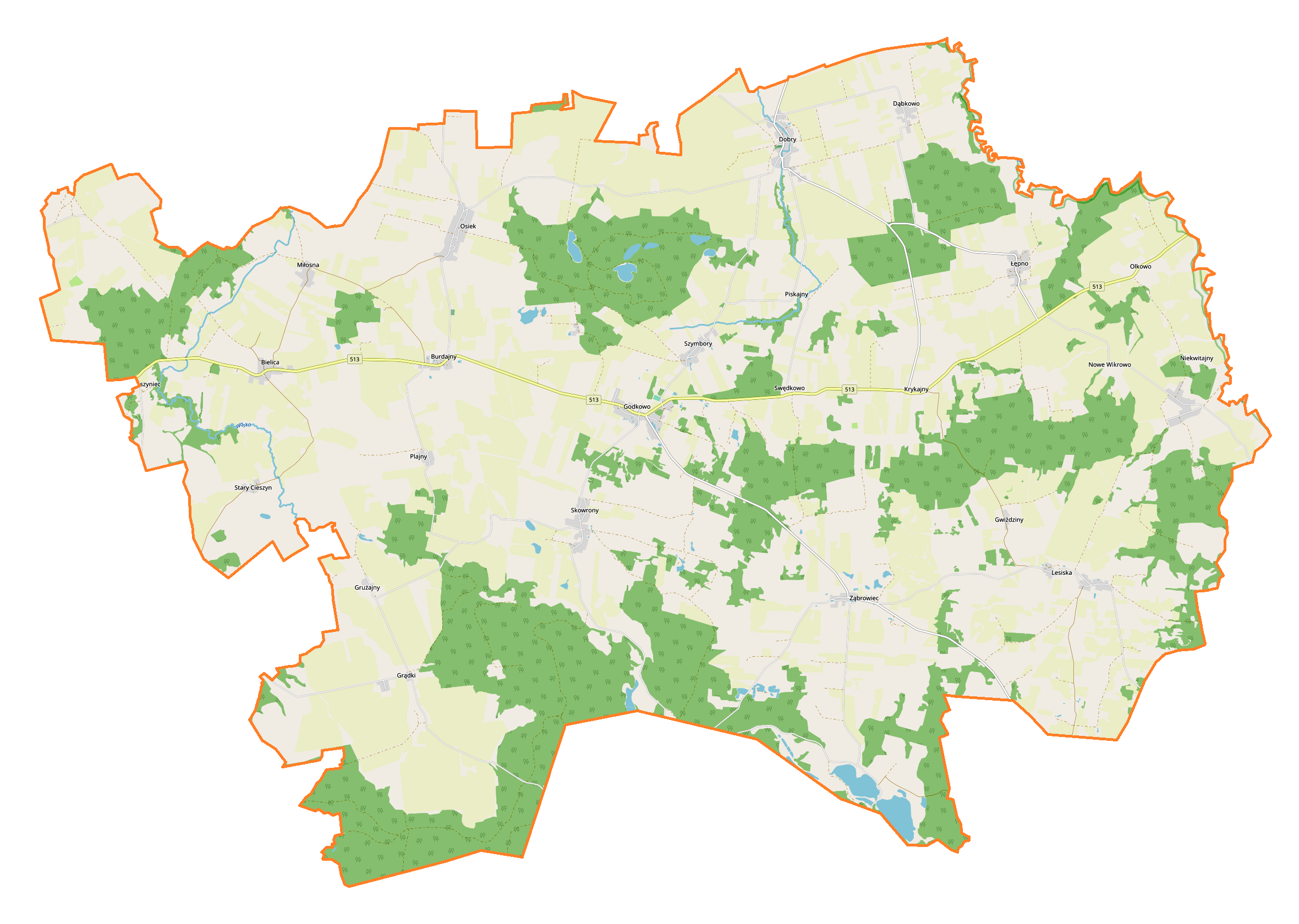
Karte der Gemeinde

Die Gemeinde liegt im Nordwesten der Woiwodschaft. Der Sitz des Powiats, die kreisfreie Stadt Elbląg (Elbing) liegt 30 Kilometer nordwestlich. Nachbargemeinden sind die Gemeinden Wilczęta im Norden, Orneta im Osten, Miłakowo im Südosten, Morąg im Süden und Pasłęk im Westen.
Die Gemeinde hat eine Fläche von 166,7 km², die zu 71 Prozent land- und zu 20 Prozent forstwirtschaftlich genutzt wird. Auf ihrem Gebiet befindet sich eine Reihe von kleinen Seen. Der Zimnochy hat eine Fläche von 23 Hektar. Der Fluss Wąska (Weeske) durchzieht den Westen der Gemeinde. Höchste Erhebung ist die Czubatka mit 169 m n.p.m.

## Geschichte
Die Landgemeinde wurde 1973 aus verschiedenen Gromadas neu gebildet. Ihr Vorgänger war die Gmina Dobry. Das Gebiet gehörte von 1946 bis 1975 zur Woiwodschaft Olsztyn und anschließend bis 1998 zur Woiwodschaft Elbląg. Zum 1. Januar 1999 kam die Gemeinde zur Woiwodschaft Ermland-Masuren und zum erweiterten Powiat Elbląski.
In der Amtsperiode 2015–2018 waren 14 der 22 Dorfschulzen weiblich.

## Gliederung
Zur Landgemeinde Godkowo gehören 22 Dörfer (deutsche Namen bis 1945) mit einem Schulzenamt (sołectwo):
- Bielica (Behlendorf)
- Burdajny (Bordehnen)
- Dąbkowo (Schönaich)
- Dobry (Döbern)
- Godkowo (Göttchendorf)
- Grądki (Groß Thierbach)
- Krykajny (Krickehnen)
- Kwitajny Wielkie (Groß Quittainen)
- Łępno (Lomp)
- Lesiska (Reichwalde)
- Miłosna (Liebenau)
- Olkowo (Alken)
- Osiek (Hermsdorf)
- Piskajny (Peiskam)
- Plajny (Plehnen)
- Podągi (Podangen)
- Skowrony (Schmauch)
- Stary Cieszyn (Alt Teschen)
- Stojpy (Stöpen)
- Swędkowo (Schwöllmen)
- Szymbory (Schönborn)
- Ząbrowiec (Sommerfeld)

Kleinere Orte und Weiler der Gemeinde sind Cieszyniec, Grądki (osada), Grużajny, Gwiździny, Karwity, Klekotki (Rudolfsmühle), Kwitajny Małe, Nawty, Niekwitajny, Nowe Wikrowo, Siedlisko und Zimnochy.

## Verkehr
Wichtigste Straße ist die Woiwodschaftsstraße DW513, die von Pasłęk (Preußisch Holland) über Orneta (Wormditt) nach Lidzbark Warmiński (Heilsberg) führt.
Der Bahnhof Pasłęk der Nachbargemeinde halten Fernzüge aufliegt an der Bahnstrecke Olsztyn–Bogaczewo–Elbląg.
Der nächste internationale Flughafen ist Danzig.

## Persönlichkeiten
- Ernst Gustav Schultz (1811–1851), Orientalist und preußischer Konsul in Jerusalem; geboren in Döbern